# Alithies & Psemata
Alithies & Psemata (грец. Αλήθειες και ψέματα) — 8-й студійний альбом грецького співака  Антоніса Ремоса,  випущений 18 листопада 2008 року під ліцензію  Sony BMG Греції і його перший студійний альбом повністю нових пісень з 2005 року.
Дата випуску була встановлена на 13 листопада 2008 року,  але реліз альбому був відкладений до 18 листопада.

## Список композицій
| Усі видання | Усі видання                                                                                  | Усі видання          | Усі видання                          | Усі видання |
| #           | Назва                                                                                        | Автор слів           | Автор музики                         | Тривалість  |
| ----------- | -------------------------------------------------------------------------------------------- | -------------------- | ------------------------------------ | ----------- |
| 1.          | «Pote» (Ποτέ)                                                                                | Васіліс Яннопулос    | Антоніс Вардіс                       | 4:07        |
| 2.          | «Ekato Fores Kommatia» (Εκατό Φορές Κομμάτια)                                                | Нікос Мораїтіс       | Стефанос Корколіс                    | 4:00        |
| 3.          | «Eho Esena» (Έχω Εσένα)                                                                      | Васіліс Яннопулос    | Антоніс Вардіс                       | 3:42        |
| 4.          | «Den Iparhi Meta (Une femme a qui l'on ment)» (Δεν Υπάρχει Μετά (Une Femme A Qui L’on Ment)) | Нікос Мораїтіс       | Cristian Boyclier, Francois Bernheim | 3:14        |
| 5.          | «Ti Nomizes» (Τι Νόμιζες)                                                                    | Нікос Гріціс         | Харіс Вартакуріс                     | 3:43        |
| 6.          | «To Paradehome» (Το Παραδέχομαι)                                                             | Васіліс Яннопулос    | Антоніс Вардіс                       | 3:34        |
| 7.          | «Sti Ftotia» (Στη Φωτιά)                                                                     | Νίκος Σαρρής         | Хрістос Дантіс                       | 3:39        |
| 8.          | «"Kathe Fora Pou Se Thimame"» (Κάθε Φορά Που Σε Θυμάμαι)                                     | Васіліс Яннопулос    | Антоніс Вардіс                       | 3:55        |
| 9.          | «Dio Psemata (Two lies)» (Δυο Ψέματα)                                                        | Васіліс Яннопулос    | Антоніс Вардіс                       | 4:13        |
| 10.         | «"Eimai Akoma Edo"» (Είμαι Ακόμα Εδώ)                                                        | Мірто Кодова         | Костас Балтазаніс                    | 4:10        |
| 11.         | «Epitelous» (Επιτέλους)                                                                      | Васіліс Яннопулос    | Антоніс Вардіс                       | 3:31        |
| 12.         | «Mehri To Telos Tou Kosmou» (Μέχρι Το Τέλος Του Κόσμου)                                      | Апостоліс Валарутсос | Апостоліс Валарутсос                 | 3:51        |
| 13.         | «Se Perimeno» (Σε Περιμένω)                                                                  | Апостоліс Валарутсос | Апостоліс Валарутсос                 | 4:11        |
| 14.         | «Prosopika» (Προσωπικά)                                                                      | Васіліс Яннопулос    | Антоніс Вардіс                       | 4:04        |
| 15.         | «I Alitheia Einai» (Η Αλήθεια Είναι)                                                         | Антоніс Андрікакіс   | Кіріакос Пападопулос                 | 4:18        |
| 58:05       |                                                                                              |                      |                                      |             |

## Позиції в чартах
Альбом отримав статус  золотого в перший тиждень продажів і практично відразу ж платиновий. Альбом знаходиться під номером десять на кінець 2008 року в графіку IFPI для Top 50 грецьких альбомів 2008 року  і під номером одинадцять в Топ 50 грецьких і міжнародних альбомів 2008 року. 